# Sagan om Pomperipossa med den långa näsan
För Astrid Lindgrens saga, se Pomperipossa i Monismanien.
Sagan om Pomperipossa med den långa näsan är en svensk saga för barn författad av Axel Wallengren (även känd under signaturen Falstaff, fakir) år 1895. 
Om var sagan ursprungligen publicerades finns skiljaktiga uppgifter i referenslitteraturen. I sin övergripande Wallengrenbibliografi hävdar Nils Palmborg att detta skedde i en publikation kallad Tummeliten. I en specialstudie av olika illustratörers sätt att taga sig an sagan hävdar däremot Lars Malm att den första gången trycktes i tidningen Jultomten efter att Wallengren uppmuntrats att bidraga härtill av dess redaktörer, makarna och folkskollärarna Amanda och Emil Hammarlund. Både Palmborg och Malm är dock överens om att sagan därefter återtrycktes första gången 1906 inom Barnbiblioteket Saga. Därefter har ett flertal senare tryckningar i olika publikationer förekommit.

## Handling
Sagan utspelar sig för flera tusen år sedan i ett fiktivt land.
Huvudperson är Pomperipossa, en förfärligt gammal trollpacka med en aln lång näsa som kan snusa upp ett helt skålpund snus åt gången. Hon var enligt sagan väldigt rik och lever ute i skogen i ett hus byggt av korv, skinkor och knäck. Hon förtrollar alla som kommer i närheten till antingen bord, kastruller eller annat som hon behöver. För varje gång hon förtrollar någon växer hennes näsa ännu en bit som straff för hennes elakhet. 
En dag går en liten prins och prinsessa vilse i skogen där Pomperipossa bor och då de kommer till hennes hus förtrollas de båda barnen till två gäss som Pomperipossa tänker ha till middag. Efter föser hon ner de förtrollade barnen till en sjö där de ska få simma och göda upp sig innan hon tillagar dem. Då kommer en hovmarskalk som letar efter de försvunna kungabarnen och Pomperipossa förtrollar honom till en gammal kråka innan han hinner hugga näsan av henne med sitt svärd. Pomperipossa nämner sedan att inget kan bryta förtrollningen om de inte får höra det mest förfärliga skriket i världen. Då ska allt Pomperipossa förtrollat återfå sin vanliga skepnad och hon ska själv bli förvandlad till en sten. 
Skogens fåglar tycker mycket illa om trollpackan och retar henne så hon blir varm om näsan och hon sticker ner näsan i sjön för att svalka den. Detta visar sig vara mycket dumt gjort då nere i sjön nyper en stor hungrig kräfta tag med sina klor om Pomperipossas långa nos. Pomperipossa skriker så hon blir blå som ett plommon i ansiktet, men kräftan vägrar ändå släppa sitt grepp. Då skriker trollpackan ännu värre så det hörs långt ner i Afrika vilket blir det mest frukansvärda skriket i världen. Genast bryts förtrollningen varpå hovmarskalken för hem kungabarnen och Pomperipossa förvandlas till en stor sten.

## Illustratörer
Originalutgåvan av sagan var illustrerad av Wallengrens vän Albert Engström. Bland senare illustratörer som tagit sig an historien märks Poul Ströyer (1956), Olle Montelius (1958) och Björn Berg (1984).

## Senare referenser
Astrid Lindgren anknöt till Wallengrens verk i sin skattepolitiska satir Pomperipossa i Monismanien 1976.